# Chiropetalum schiedeanum
Chiropetalum schiedeanum är en törelväxtart som först beskrevs av Johannes Müller Argoviensis, och fick sitt nu gällande namn av Ferdinand Albin Pax. Chiropetalum schiedeanum ingår i släktet Chiropetalum och familjen törelväxter. Inga underarter finns listade i Catalogue of Life.